# Уильямсон (округ, Техас)
Округ Уильямсон (англ. Williamson) — округ штата Техас Соединённых Штатов Америки. На 2000 год в нём проживало 249 979 человек. По оценке бюро переписи населения США в 2009 году население округа составляло 410 686 человек. Окружным центром является город Джорджтаун.

## История
Округ Уильямсон был сформирован в 1848 году. Он был назван в честь Роберта Макалпина Уильямсона, майора техасских рейнджеров и ветерана битвы при Сан-Хасинто.

## География
По данным бюро переписи населения США площадь округа Уильямсон составляет 2939 км², из которых 2908 км² — суша, а 31 км² — водная поверхность (1,05 %).

### Основные шоссе
- Федеральная автострада 35
- Шоссе 79
- Шоссе 183
- Автострада 29
- Автострада 45
- Автострада 95
- Автострада 130
- Автострада 195

### Соседние округа
- Белл  (север)
- Майлам  (северо-восток)
- Ли  (восток)
- Бастроп  (юго-восток)
- Травис  (юг)
- Бернет  (запад)